# جمعية بابكر بدري العلمية لدراسات المرأة
تأسست جمعية بابكر بدري العلمية لدراسات المرأة (BBSAWS)، في السودان في عام 1979 بعد ندوة في فبراير من ذلك العام بعنوان «الوضع المتغير للمرأة في السودان»، في جامعة الأحفاد للبنات بأم درمان. كانت أهداف الجمعية المبكرة هي وضع برامج رعاية وتعليم للنساء في ولايتي النيل الأبيض والبحر الأحمر، وإنهاء ختان الإناث، الذي ينتشر بشكل كبير في السودان. كانت أسماء الدرير إحدى رؤساء الجمعية.
سُميت الجمعية باسم الشيخ بابكر بدري الذي افتتح عام 1907 أول مدرسة للبنات في رفاعة بالسودان. واعتبر هذا بداية لحركة تحرير المرأة في ذلك البلد.

## تعهد بإنهاء ختان الإناث
كان ختان الإناث تقليديًا موضوعًا محظورًا في السودان، «طقوس تؤديه النساء على النساء». في عام 1981، عقدت جمعية بابكر بدري ورشة عمل لمدة ثلاثة أيام في الخرطوم، «ختان الإناث يشوه ويعرض النساء للخطر  - حاربه!»، وفي ختامها وقع 150 أكاديميًا وناشطًا على تعهد بمكافحة ختان الإناث:
وحيث إننا درسنا عن كثب أثر ختان الإناث وآثاره الضارة واستمعنا إلى وجهة نظر القادة الدينيين والمهنيين الطبيين والنفسيين الاجتماعيين، نحن المشاركين في ورشة العمل، «ختان الإناث يشوه ويعرض النساء للخطر - حاربه!» التي نظمتها جمعية بابكر بدري العلمية لدراسات المرأة، التي عقدت في الخرطوم في الفترة من 8 إلى 10 مارس 1981، نوافق على محاربة هذا التقليد الضار، الذي يشوه مظهر ما خلقه الله ويضر بالمرأة جسديًا ونفسيًًا، وبالتالي تعرض حياتهم للخطر، وللتخلي بشكل لا لبس فيه عن ممارسة ختان الإناث، نلزم أنفسنا بتوظيف جميع الموارد الفكرية والمادية المتاحة لنا لمحاربة هذا التقليد الضار. كما نلتزم بأن نصبح قدوة ومعلمين لعائلاتنا وجيراننا ومجتمعاتنا. نتعهد بالتزامنا بتوقيع هذه الوثيقة (جمعية بابكر بدري العلمية لدراسات المرأة 1981).
جذبت ورشة عمل أخرى للجمعية بعنوان «المرأة الإفريقية تتحدث عن ختان الإناث» عُقدت في عام 1984، مشاركين من 24 دولة أفريقية وحول العالم. واتفقت الورشة على أن ختان الإناث «انتهاك لحقوق الإنسان، وانتهاك لكرامة المرأة، وإهانة لا مبرر لها لصحة المرأة». وكان تعريف ختان الإناث على أنه انتهاك لحقوق الإنسان خطوة مهمة؛ حيث إنه في السابق كان يُعتبر فقط مشكلة طبية، تُحل بتدخل طبي.